# Frente Nacionalista (Estados Unidos)
El Frente Nacionalista (inicialmente Alianza Nacionalista Aria) es una  coalición de Estados Unidos basada en grupos neonazis, neofascistas, nacionalistas blancos, supremacistas blancos, nacionalistas del Sur/neoconfederados, y de derecha alternativa.

## Historia y actividades
Concebida por los líderes de los grupos neonazis Movimiento Nacional Socialista (NSM) y Partido Obrero Tradicionalista (TWP), la coalición se formó en 2016. Su objetivo era unir a los grupos supremacistas y nacionalistas blancos bajo una plataforma en común. Originalmente, el grupo se llamaba Alianza Nacionalista Aria y estaba compuesto por organizaciones de cabezas rapadas, neonazis y del Ku Klux Klan, el logotipo del grupo estaba formado por dos manos unidas con la cruz celta de fondo y múltiples runas Wolfsangel en el círculo. Posteriormente, la coalición se rebautizó a sí misma como Frente Nacionalista con un logotipo que tenía las iniciales del grupo NF dentro de un fondo blanco con un círculo negro con estrellas y el lema "Iunctus Stamus" (United We Stand) y luego se les unirían la neoconfederada Liga del Sur, la neonazi Vanguard America y grupos como Aryan Strikeforce (fuerza de ataque aria).
La ideología del Frente Nacionalista se centra en el deseo de un etnoestado blanco. Los grupos participaron en la manifestación Unite the Right en agosto de 2017 en Charlottesville, Virginia. A principios de año, organizaron un mitin de supremacistas blancos en Pikeville, Kentucky, que atrajo de 100 a 125 partidarios. La coalición y sus grupos miembros, son considerados organizaciones extremistas.
White Lives Matter es una frase y una organización que comenzó en 2015 por supremacistas blancos en respuesta al movimiento Black Lives Matter, que se estableció para «protestar contra la brutalidad policial contra los afroamericanos y obtuvo una publicidad considerable en 2014 para las protestas en Ferguson, Missouri, tras la muerte a tiros de Michael Brown a manos de un oficial de policía de Ferguson». En agosto de 2016, el Southern Poverty Law Center agregó "White Lives Matter" a su lista de grupos de odio y lo considera un grupo neonazi.

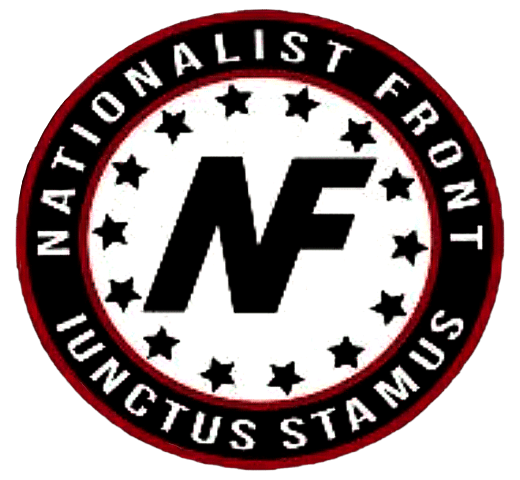
Logo del Frente Nacionalista.

El Frente Nacionalista fue un organizador clave de la manifestación White Lives Matter en Shelbyville y Murfreesboro (Tennessee), el 28 de octubre de 2017. Los grupos participantes incluyeron: Movimiento Nacional Socialista (NSM), Partido Tradicionalista de Trabajadores (TWP), Liga del Sur, Vanguard America, The Right Stuff y Acción Anticomunista. Los líderes del grupo dijeron que la manifestación abordaría el «problema actual del reasentamiento de refugiados en el centro de Tennessee», la no construcción del muro fronterizo entre Estados Unidos y México, la remoción de Sudán de la lista de países con prohibición de viajar de Trump, la oposición a la ley Dream, y el tiroteo en la capilla Burnette de Nashville por el sudanés Emmanuel Sampson.
La manifestación de Shelbyville se llevó a cabo según lo programado, con unos 100 partidarios de White Lives Matter y unos 200 contramanifestantes. Los organizadores cancelaron el evento de la tarde en Murfreesboro; las autoridades estimaron que de 800 a 1000 personas participaron en la marcha antirracista y la contraprotesta. Además, la comunidad y activistas religiosos locales organizaron un mitin fuera del sitio bajo el nombre de Murfreesboro Loves. Cientos de personas participaron en el evento en apoyo de los refugiados y las minorías.

## Afiliados
- Movimiento Nacionalsocialista (2017-presente)
- Partido Trabajador Tradicionalista (2017-2018; desaparecido)
- Liga del Sur (2017-2018)[18]
- Vanguard America (2017-presente, dividido entre el Frente Patriota y la Legión Nacional Socialista).